# 王江 (明朝)
王江（1479年—？），字宗岷，直隸河間府任丘縣（今河北省任丘市）人，民籍，明朝政治人物。

## 生平
正德五年（1510年），順天府鄉試第一名舉人。正德六年（1511年）聯捷辛未科進士。本年八月授禮科給事中，劾奏佥都御史甯杲妄杀，十一年正月升本科右，十二月升刑科左，累官至陕西鳳翔府知府。

## 家族
曾祖王仲德；祖父王遠；父王釗，前母鞠氏、母李氏。慈侍下。